# 劳尔凯斯卡格 (阿拉斯加州)
劳尔凯斯卡格（英語：Lower Kalskag），是美国阿拉斯加州的一座城市。该市的人口在2000年为267人，2010年有282人。人口在阿拉斯加州排行第87。